# أندي سانتانا
أندي سانتانا (بالإنجليزية: Andy Santana)‏ هو موسيقي وكاتب أغاني أمريكي، ولد في 18 مايو 1951 في سان خوسيه في الولايات المتحدة.